# Hamakaze
L'Hamakaze (浜風? lett. "Vento sulla spiaggia") è stato un cacciatorpediniere della Marina imperiale giapponese, diciassettesima unità della classe Kagero. Fu varato nel novembre 1940 dal cantiere navale Uraga, a Tokyo.
Appartenente alla 17ª Divisione, accompagnò la flotta di portaerei del viceammiraglio viceammiraglio Chūichi Nagumo dall'attacco di Pearl Harbor fino alla disfatta delle Midway (4-6 giugno 1942). Poco dopo seguì il grosso delle flotte da battaglia a Truk e, con i gregari, fu coinvolto nella campagna di Guadalcanal, proteggendo anche le portaerei durante la battaglia delle isole Santa Cruz (25-26 ottobre); fu altresì attivo nei viaggi del Tokyo Express e nel trasferire forze in Nuova Guinea. Nel corso dello sgombero finale di Guadalcanal fu centrato da una bomba e rimase in riparazione alcuni mesi, per poi tornare a operare nelle isole Salomone centrali e partecipare alla battaglia di Kolombangara; il mese successivo, tuttavia, fu nuovamente danneggiato da un attacco aereo e rimase in porto sino al novembre 1943. Da allora fu coinvolto quasi sempre nella difesa del traffico marittimo (unità da guerra, navi da carico, petroliere) tra le varie basi giapponesi, ma tornò in prima linea in occasione delle battaglie del Mare delle Filippine (19-20 giugno 1944) e del Golfo di Leyte (23-25 ottobre). Peraltro, nel corso della seconda, fu dirottato a Manila per depositarvi i sopravvissuti della nave da battaglia Musashi e riuscì a rientrare in Giappone a fine novembre, riprendendo il servizio di scorta. Nell'aprile 1945 fu tra le navi scelte per l'operazione Ten-Go e fu distrutto la mattina tardi del 7 aprile dagli attacchi dei gruppi imbarcati statunitensi.

## Servizio operativo

### Costruzione
Il cacciatorpediniere Hamakaze fu ordinato nell'anno fiscale edito dal governo giapponese nel 1937. La sua chiglia fu impostata nel cantiere navale della ditta Uraga, a Tokyo, il 20 novembre 1939 e il varo avvenne il 25 novembre 1940; fu completato il 30 giugno 1941. La nave formò con i gemelli Urakaze, Isokaze e Tanikaze la 17ª Divisione cacciatorpediniere, posta alle dipendenze della 1ª Squadriglia della 1ª Flotta.

### 1941-1942
Passato al comando del capitano di fregata Tsuneo Orita, l'Hamakaze salpò da Saeki con il resto della divisione d'appartenenza il 18 novembre 1941 e arrivò il 22 alla baia di Hitokappu, sull'isola di Etorofu: qui si radunò la 1ª Flotta aerea del viceammiraglio Chūichi Nagumo per effettuare l'attacco di Pearl Harbor. L'Hamakaze e i gregari rimasero a protezione delle portaerei nel corso dell'andata, delle operazioni aeree e della traversata di ritorno, conclusasi il 24 dicembre a Kure. L'8 gennaio 1942 salpò con la divisione sempre per scortare le portaerei, questa volta dirette alla grande base di Truk in pieno oceano e raggiunta il 14; da qui la 1ª Flotta aerea al completo partì il 20 e lanciò un attacco aereo su Rabaul in Nuova Britannia. Tre giorni dopo vigilò sulle sole Akagi e Kaga che lanciarono attacchi a Rabaul e Kavieng, prima di rientrare il 27 a Truk. Tra il 31 gennaio e il 1º febbraio notizie di raid aeronavali statunitensi contro le isole Marshall provocarono la rapida partenza verso est della 1ª Flotta aerea per dare battaglia, ma senza esito. La squadra diresse dunque per le isole Palau, ove si fermò l'8 febbraio per riorganizzarsi, quindi ripartì per condurre il bombardamento di Darwin (Australia) il 19 febbraio; infine gettò le ancore il 21 nella da poco conquistata baia Staring a Celebes. La scortò pochi giorni dopo nello spostamento a sud dell'isola di Giava per perfezionarne il blocco aeronavale e il 5 marzo, dopo un pesante attacco dei gruppi imbarcati, l'Hamakaze fu assegnato alla difesa delle navi da battaglia veloci Kongo e Haruna: le grandi unità bombardarono il 7 l'Isola di Natale e tornarono indietro con i due cacciatorpediniere, che si fermarono l'11 alla baia Staring. Da qui si preparò con il resto della squadriglia per l'incursione giapponese nell'Oceano Indiano. La flotta salpò il 27 marzo e, nella prima metà di aprile, i velivoli giapponesi colpirono duramente Ceylon, ma la Eastern Fleet britannica non si fece vedere in forze, pertanto Nagumo tornò indietro. Il 10 aprile, proprio in chiusura alle operazioni, l'Hamakaze e la 17ª Divisione furono trasferiti all'appena attivata 10ª Squadriglia che rimpiazzava nell'organico della 1ª Flotta aerea la 1ª Squadriglia. Il 27 aprile l'Hamakaze tornò finalmente a Kure, attraccò e fu oggetto di approfondita manutenzione. Verso la fine di maggio seguì il resto della flotta d'appartenenza che combatté il grosso della battaglia delle Midway; il cacciatorpediniere contribuì agli sbarramenti contraerei ma poté fare poco quando una quarantina di bombardieri in picchiata crivellò tre delle quattro portaerei presenti. Con l'Isokaze portò assistenza alla Soryu e recuperò numerosi naufraghi prima che la portaerei devastata affondasse. Rientrò in Giappone nei giorni successivi.
Il 14 luglio fu notificato il trasferimento dell'Hamakaze e del resto della squadriglia alla 3ª Flotta, erede della disarticolata 1ª Flotta aerea e sempre al comando del viceammiraglio Nagumo. Il 20, inoltre, il capitano Orita cedette le sue funzioni al capitano di corvetta Hiroshi Uwai. L'addestramento della nuova squadra fu interrotto dalla notizia degli sbarchi statunitensi a Guadalcanal; l'8 agosto l'Hamakaze partì da Kure, fece una tappa a Saipan e arrivò il 18 alla base di Truk: caricò a bordo un certo numero di soldati e li fece scendere nottetempo a Guadalcanal, rientrando a Truk il 20. Fu quindi aggregato alla forza d'invasione per la baia di Milne sulla punta orientale della Nuova Guinea e, il 25 agosto, vigilò sugli sbarchi; quindi tra il 31 agosto e il 2 settembre protesse un convoglio rapido che fece approdare altre forze nella baia. Ciononostante la battaglia evolse in sfavore dei giapponesi e, tra il 5 e il 7 settembre, l'Hamakaze coprì con altre unità lo sgombero e rientrò a Rabaul, per poi spostarsi alle isole Shortland il 14. Nelle notti del 16 e del 18 condusse pattugliamenti offensivi nelle acque di Guadalcanal, ma senza incontrare navi statunitensi; il 21, al contrario, partecipò a una missione del Tokyo Express e tornò senza problemi alle Shortland, dalle quali partì il 24 per proteggere un convoglio diretto all'atollo di Truk: qui rimase per circa un mese, seguendo le regolari uscite della flotta da battaglia che andava a incrociare nelle acque a nord delle isole Salomone. Partecipò alla battaglia delle isole Santa Cruz il 25 e 26 ottobre con il resto della 10ª Squadriglia e della 3ª Flotta e, alla fine dello scontro, salpò da Truk il 2 novembre per accompagnare la portaerei Zuiho e l'incrociatore pesante Kumano a Kure: la città fu raggiunta cinque giorni più tardi e l'Hamakaze fu revisionato nei giorni seguenti. In questa occasione il cacciatorpediniere fu dotato di un radar Type 22 per l'individuazione di bersagli di superficie. L'apparecchio fu sistemato su una piccola piattaforma che era stata aggiunta all'albero tripode dietro alla torre di comando, opportunamente rinforzato; alla base dell'albero fu quindi costruita una camera per gli operatori: fu il primo cacciatorpediniere nipponico a ricevere un radar. L'Hamakaze prese nuovamente il mare il 30 novembre con l'Isokaze e la 5ª Divisione incrociatori (Myoko, Haguro) impegnata a trasportare truppe a Rabaul, prima di fermarsi a Truk il 10. Tra il 16 e il 20 fu in mare con l'Isokaze e l'incrociatore leggero Agano per schermare la Junyo, intenta a coprire con i propri velivoli la prima tratta dei convogli diretti a Wewak e Madang; riguadagnò Truk e, fatto rifornimento, partì il 25 alla volta di Rabaul, arrivando il 28.

### 1943

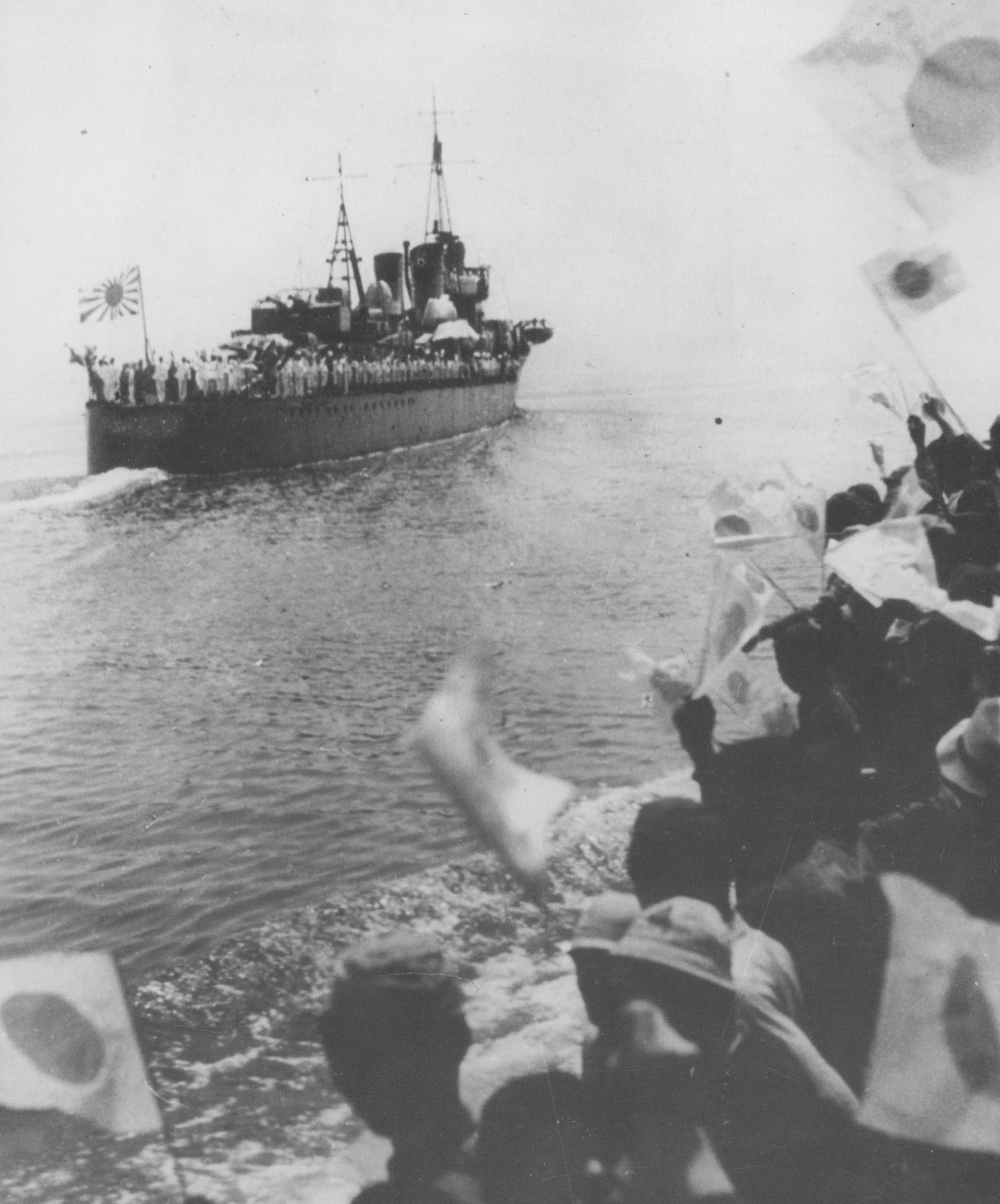
L'equipaggio dellHamakaze (ripreso di poppa) viene salutato da una folla festante in un film di propaganda dell'anteguerra

Il 5 gennaio 1943 la 17ª Divisione al completo più il Maikaze prese il mare da Rabaul per accompagnare un convoglio a Lae in Nuova Guinea e l'operazione riuscì, pur a prezzo di due trasporti affondati in attacchi aerei. Si spostarono poi alle Shortland da dove lo Hamakaze e le unità gregarie compirono una missione del Tokyo Express verso Guadalcanal, durante la quale il cacciatorpediniere fu mancato di poco da alcune bombe e accusò danni superficiali: tornò provvisoriamente a Rabaul, fu riparato e si preparò in vista dell'imminente evacuazione di Guadalcanal, svoltasi in tre fasi a inizio febbraio. L'Hamakaze contribuì agli sgomberi del 1º e 4 febbraio, mentre la notte del 7, con le unità sorelle, coprì il ritiro del presidio alle isole Russell; durante il viaggio di ritorno i giapponesi furono attaccati a più riprese dagli aerei statunitensi e una bomba centrò l'Hamakaze, demolendo la torretta prodiera. Riuscì comunque ad arrivare a Rabaul per un primo intervento d'emergenza e poi navigò sino a Truk (19 febbraio), dove ricevette riparazioni più estese. Il 6 marzo, con al rimorchio il danneggiato Michishio e affiancato dal Maikaze, salpò alla volta di Tateyama e vi lasciò il cacciatorpediniere, prima di procedere per Kure, ormeggiarsi in porto il 16 e cominciare le riparazioni definitive. Nel corso dei lavori il cacciatorpediniere rinunciò agli impianti binati di cannoni Type 96 da 25 mm, ai lati del fumaiolo posteriore, per due installazioni triple; una coppia di Type 96 fu invece aggiunta davanti alla torre di comando, su una piattaforma appositamente costruita.
L'Hamakaze salpò il 16 giugno alla volta di Truk inquadrato in una formazione più grande, che giunse a destinazione il 21; ripartì già il giorno dopo per vigilare con il Tanikaze sugli incrociatori leggeri Naka e Isuzu impegnati a trasportare truppe a Nauru e tornare alla base. Il 30 giugno prese il mare con l'incrociatore pesante Chokai, fece tappa a Rabaul dove lo lasciò e proseguì fino alle isole Shortland, dove fu subito integrato in un'urgente missione del Tokyo Express diretta all'isola di Kolombangara. Costituì con altri cacciatorpediniere il gruppo da trasporto e, perciò, non combatté nella battaglia del Golfo di Kula contro sopraggiunte navi statunitensi. Nel corso del successivo trasferimento di truppe all'isola operò nella squadra di protezione e, nella missione del 12 luglio, in quella da trasporto; in ogni caso nella battaglia notturna del 12-13 i siluri dell'Hakamaze contribuirono alle dure perdite inferte agli americani. Il 19-20 luglio coprì una terza missione coronata dal successo, ma che fu funestata da attacchi aerei che affondarono lo Yugure e il Kiyonami; l'Hamakaze fece infine sbarcare altri soldati a Kolombangara il 23 luglio. Rientrò alle Shortland e da lì a Rabaul per prendere in consegna un convoglio e scortarlo fino a Truk (29 luglio). Tornò a Rabaul a fianco di una petroliera e, pochi giorno dopo, fu provvisoriamente aggregato alla 3ª Squadriglia del contrammiraglio Matsuji Ijūin, incaricata di difendere un gruppo di naviglio ausiliare e chiatte che recava modesti rinforzi all'isola di Vella Lavella. I giapponesi furono intercettati nella notte del 17-18 agosto da alcuni cacciatorpediniere statunitensi e si sviluppò una confusa battaglia, ma l'eterogenea flottiglia riuscì a far approdare le truppe. Il 26 agosto contribuì a evacuare la guarnigione di Rekata a Santa Isabel, che rischiava di essere tagliata fuori dall'avanzata americana nelle Salomone, ma poco al largo dell'isola si verificò un attacco aereo; l'Hamakaze incassò una bomba negli alloggi dell'equipaggio verso prua, si ebbero trentasei morti e i danni fecero cadere la velocità massima a 20 nodi. Riuscì a rientrare a Rabaul e tra il 31 e il 2 settembre andò a Truk con un posamine, dove forse subì qualche intervento prima di salpare alla volta di Kure di scorta a unità ausiliarie e poter essere riparato. Il personale tecnico, inoltre, rimosse la torretta sopraelevata di poppa e al suo posto piazzò due installazioni triple di Type 96 da 25 mm; i paramine furono tolti, la riserva di bombe di profondità fu accresciuta a trentasei e furono aggiunte attrezzature per meglio manovrare gli ordigni.
Al comando sin dal 20 settembre del capitano di fregata Kazue Maekawa, l'Hamakaze riprese a operare il 3 novembre in una missione di scorta all'incrociatore pesante Kumano da Kure a Truk, toccata cinque giorni dopo e dove rimase per alcune settimane. Il 24, in risposta al massiccio attacco statunitense alle isole Gilbert, l'Hamakaze seguì il Kumano, il Suzuya e altre navi della 2ª Squadriglia (incrociatore Noshiro e cacciatorpediniere Hatsuzuki, Suzutsuki, Fujinami, Yamagumo, Maikaze, Nowaki), ma la sortita avvenne comunque troppo tardi e, dopo alcune tappe alle isole Marshall, il 5 dicembre la squadra già rientrava a Truk. Dopo aver effettuato un trasporto truppe sino a Kusaie tra il 10 e il 14 dello stesso mese, uscì dalla laguna il 21 per tentare di salvare una petroliera silurata, riuscendo però solo a recuperare l'equipaggio dopo l'affondamento. Il 27 lasciò la base di scorta alla portaerei Hiyo e il 1º gennaio 1944 fu raggiunta Kure.

### 1944
L'Hamakaze proseguì la navigazione fino a Yokosuka e assunse la difesa dell'incrociatore ausiliario Asaka Maru: tra il 6 e il 26 gennaio gli fu sempre a fianco nel lungo viaggio che toccò gli atolli di Eniwetok e Kwajalein (dove forse depositò truppe) prima di giungere a Truk. Il cacciatorpediniere fu allora dirottato alla protezione degli scaglioni della flotta da battaglia che man mano lasciavano Truk (ormai troppo esposta) per le isole Palau, elette a nuova base operativa d'oltremare per la Flotta Combinata, oppure anche per le isole Lingga. Da questo arcipelago salpò l'11 marzo in difesa di un convoglio che fermò alle Palau e quindi a Davao; dal porto filippino partì l'8 aprile e, per gran parte del mese, vigilò con altri cacciatorpediniere su un paio di convogli che fermarono a Tarakan, Balikpapan e l'isola di Saipan, per poi tornare indietro e fermarsi, il 19 maggio, all'ancoraggio di Tawi Tawi nel Borneo. Il 23 salpò con altro naviglio a protezione di un convoglio di petroliere alla volta di Davao, dove arrivò il 25 maggio e nella cui zona rimase sino al 14 giugno per irrobustire i pattugliamenti antisommergibile e la difesa del traffico marittimo. Fu richiamato a metà mese dalla 3ª Flotta e assegnato alla "Forza B" costituita attorno tre portaerei, con la quale combatté nella disastrosa battaglia del Mare delle Filippine il 19-20 giugno; contribuì agli sbarramenti contraerei e poi, con lo Shigure, trasse in salvo l'equipaggio della devastata portaerei Hiyo in procinto di affondare. Ripiegò con le altre navi a Okinawa e da lì in Giappone; tra l'8 e il 20 luglio fece parte dello schermo difensivo per le navi da battaglia Kongo, Nagato e l'incrociatore pesante Mogami che scaricarono truppe da Kure a Okinawa per poi navigare sino a Manila e fermarsi alle isole Lingga. L'Hamakaze fu quindi incaricato il 12 settembre di tornare indietro con il resto della 17ª Divisione, prendere in carico la 2ª Divisione corazzate (Fuso, Yamashiro) e accompagnarla sino all'arcipelago, raggiunto il 4 ottobre. In un momento imprecisato di questo periodo l'unità dovette ricevere sia un radar Type 13 per il rilevamento di bersagli aerei, agganciato all'albero di maestra, sia un certo numero di cannoni Type 96 da 25 mm su affusti singoli: sette per una fonte, quattro per un'altra.
Alle Lingga si concentrò l'intera 2ª Flotta, cui era passata la 10ª Squadriglia, in attesa della prossima offensiva statunitense, allo scopo di controbattere con un piano già predisposto e distruggere così l'apparato anfibio avversario; il 18 ottobre, in base a notizie di incursioni preparatorie a Leyte nelle Filippine, la squadra si spostò a Brunei per gli ultimi preparativi e ne salpò il 22, dando inizio alla battaglia del Golfo di Leyte. L'Hamakaze sopravvisse al pericoloso passaggio dello Stretto di Palawan e all'attraversamento del Mare di Sibuyan (24 ottobre) sotto l'imperversare degli attacchi delle portaerei statunitensi, venendo mitragliato più volte. Danneggiato anche da bombe che lo mancarono di misura, ebbe ordine dal viceammiraglio Takeo Kurita di assistere con il Kiyoshimo la nave da battaglia Musashi, già devastata da decine di ordigni; i due cacciatorpediniere trassero in salvo l'equipaggio e furono dirottati a Manila per far scendere a terra gli uomini: l'Hamakaze si portò poi ai cantieri di Cavite per le riparazioni, ma il 27 dovette caricare a bordo personale tecnico, salpare e farli scendere all'isola di Coron, punto di raduno per le navi sopravvissute alla battaglia. Completato l'incarico, l'Hamakaze fece rotta su Brunei, arrivando il 29; in seguito (9-12 novembre) incrociò nel Mar di Sulu con i gregari e le corazzate della 2ª Flotta per dare supporto a distanza all'operazione TA, il concitato invio di convogli alla guarnigione di Leyte. Il 15 novembre la 17ª Divisione fu trasferita agli ordini della 2ª Squadriglia – sempre sottoposta alla 2ª Flotta – e il giorno successivo salpò assieme alle navi da battaglia Yamato, Nagato e Kongo per tornare a Kure. Il 21, all'uscita settentrionale dello stretto di Formosa, si verificò l'attacco di un sommergibile: l'Urakaze saltò in aria senza superstiti e per la Kongo iniziò una lenta agonia, conclusasi poco prima dell'alba con l'affondamento. L'Hamakaze e l'Isokaze salvarono rispettivamente 146 e novantuno uomini, che scesero a Kure il 24 e, il giorno dopo, la 17ª Divisione seguì la Nagato a Yokosuka. Il 28 l'Hamakaze e i gregari salparono per vigilare sulla nuova portaerei Shinano che doveva raggiungere il Mare interno di Seto; nuovamente un battello subacqueo statunitense colò a picco la grande unità e i cacciatorpediniere poterono solo trarre in salvo i naufraghi. Il 31 dicembre la 17ª Divisione tutta partì da Moji per scortare un convoglio diretto a Formosa.

### 1945 e l'affondamento

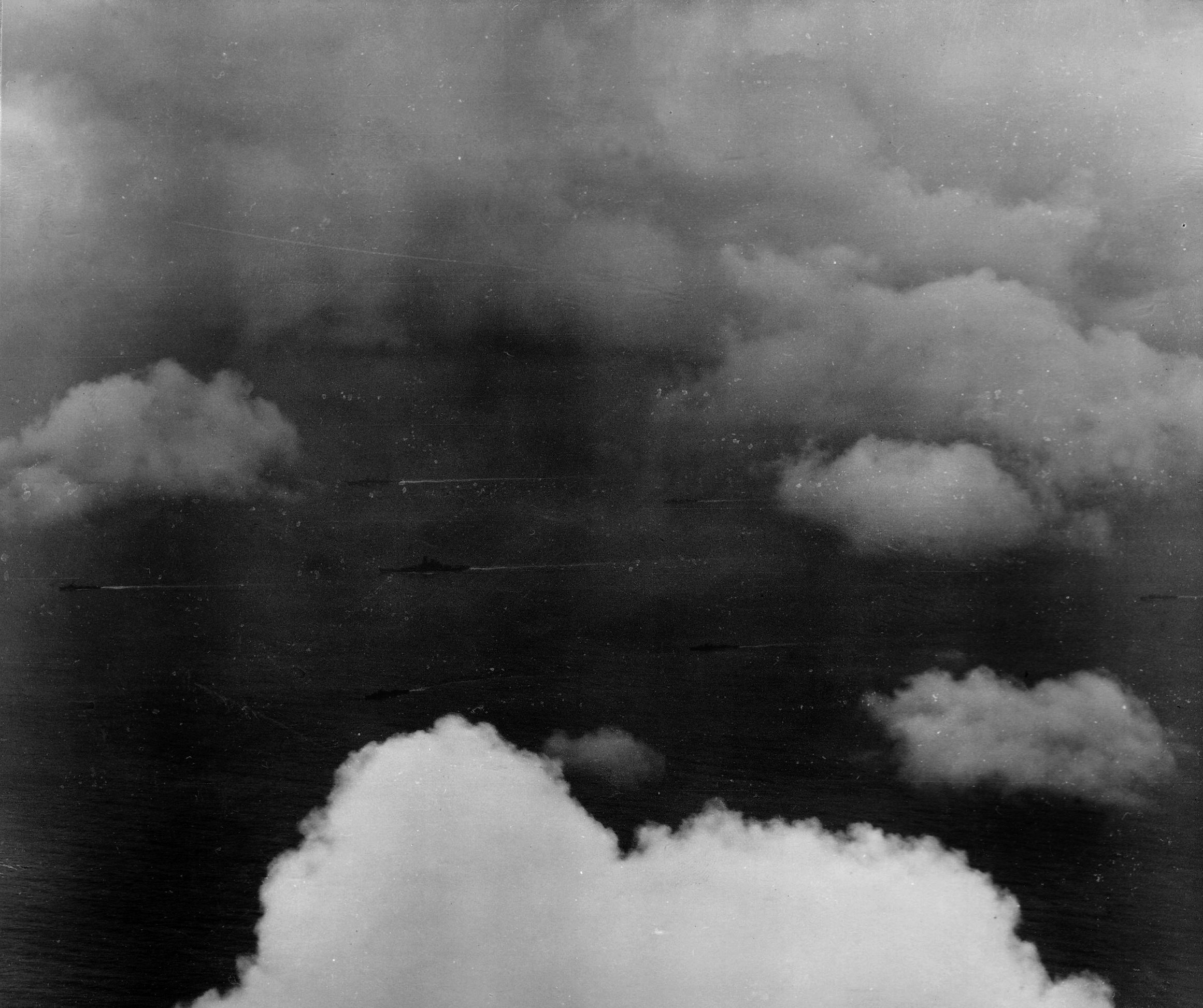
L'operazione Ten-Go: lHamakaze e altri cacciatorpediniere attorniano la Yamato, al centro

Il convoglio sopravvisse alla traversata fino a Formosa e iniziò a fare tappa nei porti isolani per distribuire truppe e armamenti; l'8 gennaio 1945, nel porto di Shinchiku, l'Hamakaze soffrì una collisione con uno dei mercantili e riportò danni piuttosto seri, che lo costrinsero a lasciare il convoglio e stazionare alla base militare di Mako (Pescadores) per le opportune riparazioni. L'arsenale locale non fu però capace di risolvere le avarie e il cacciatorpediniere tornò indietro a Kure, dove si ormeggiò il 25 gennaio e fu riparato. Rimase da allora nel Mare interno di Seto tra vari porti e basi, partecipando a sessioni d'addestramento. Solo una fonte parla, per questo periodo, dell'aggiunta di dieci cannoni Type 96 da 25 mm e di quattro mitragliatrici pesanti Type 93 da 13,2 mm, tutte armi su affusto individuale.
Questa routine si interruppe all'inizio di aprile, subito dopo il grande sbarco statunitense a Okinawa; la Marina imperiale organizzò infatti una disperata sortita generale della molto indebolita 2ª Flotta capeggiata dalla Yamato: lo scopo dell'attacco era far arenare la corazzata e le navi che l'accompagnavano a Okinawa (l'incrociatore leggero Yahagi e otto cacciatorpediniere, compreso l'Hamakaze e il resto della 17ª Divisione), in modo tale da appoggiare la guarnigione con i cannoni di bordo. Sembra anche che ulteriore obiettivo fosse attirare quanto più possibile delle forze aeree imbarcate americane per sgombrare il campo a un pianificato, massiccio attacco kamikaze. La missione cominciò il 6 aprile ma già dalla tarda mattinata del 7 la squadra giapponese fu oggetto di reiterati attacchi aerei; gli aviatori statunitensi si concentrarono sulla Yamato ma, in generale, tutte le unità furono bersagliate. Esistono, a questo punto, alcune discordanze tra le fonti circa la fine dell'Hamakaze. Secondo una il cacciatorpediniere, alle 12:46, fu colpito da almeno due siluri, si rovesciò quasi subito su un fianco ed espose la carena, prima di sprofondare. Un'altra, invece, afferma che l'Hamakaze fu demolito da un siluro e da una bomba: le esplosioni risultanti compromisero la tenuta dello scafo che si piegò in due a formare una "V". La nave affondò 150 miglia a sud-ovest di Nagasaki con 100 morti e, poco dopo, arrivò sul posto l'Hatsushimo che recuperò 257 uomini, compresi quarantacinque feriti e il capitano Maekawa.
Il 10 giugno 1945 l'Hamakaze fu rimosso dalla lista del naviglio in servizio.